# Луди богаташи
„Луди богаташи“ (на английски: Crazy Rich Asians) е американска романтична трагикомедия от 2018 г. на режисьора Джон М. Чу по сценарий на Питър Чиарели и Адел Ким, базиран на едноименния роман на Кевин Куан през 2013 г. Във филма участват Константин Ву, Хенри Голдинг, Джема Чан, Лиса Лу, Аукуафина, Кен Джонг и Мишел Йео.
Премиерата на филма е на 7 август 2018 г. в Китайския театър на Грауман и е пуснат театрално в Съединените щати на 15 август 2018 г. от Warner Bros. Pictures.

## В България
В България филмът е излъчен на 1 декември 2020 г. по bTV Cinema с български войсоувър дублаж, направен в студио VMS. Екипът се състои от:
| Озвучаващи артисти  | Яница Митева Петя Абаджиева Елена Бойчева Мартин Герасков Иван Велчев |
| Преводач            | Любина Ковачева                                                       |
| Тонрежисьор         | Георги Калудов                                                        |
| Режисьор на дублажа | Добрин Добрев                                                         |